# Gasthaus Adler (Ichenhausen)

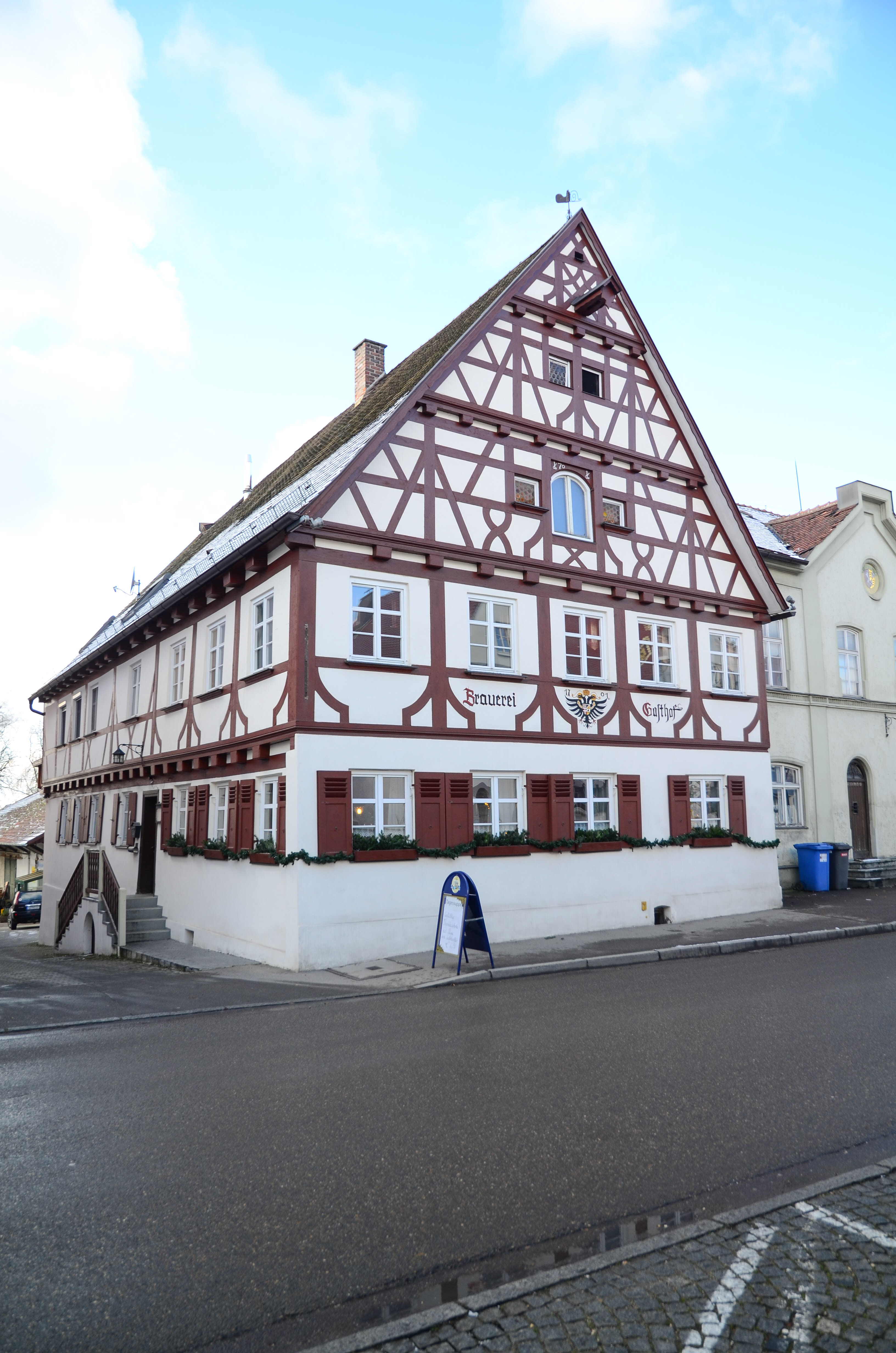
Gasthaus Adler in Ichenhausen

Das Gasthaus Adler in Ichenhausen, einer Stadt im Landkreis Günzburg im bayerischen Regierungsbezirk Schwaben, wurde 1701 errichtet. Das Gasthaus an der Heinrich-Sinz-Straße 10 ist ein geschütztes Baudenkmal.
Der Bau mit massivem Erdgeschoss und Fachwerkobergeschoss und -giebel ist über eine zweiseitige Freitreppe zu erreichen. Die Tür stammt aus der Biedermeierzeit. Der Giebel wird von einem abwechslungsreichen Fachwerkbild geschmückt.